# Olympische Sommerspiele 1988/Teilnehmer (Malta)
| Gelbes Symbol für Goldmedaillen mit stilisierten Olympischen Ringen | Graues Symbol für Silbermedaillen mit stilisierten Olympischen Ringen | Braundes Symbol für Bronzemedaillen mit stilisierten Olympischen Ringen |
| ------------------------------------------------------------------- | --------------------------------------------------------------------- | ----------------------------------------------------------------------- |
| —                                                                   | —                                                                     | —                                                                       |

Malta nahm an den Olympischen Sommerspielen 1988 in Seoul mit einer Delegation von sechs Sportlern (fünf Männer, eine Frau) teil. Es war die neunte Teilnahme Maltas an Olympischen Sommerspielen. Zum Fahnenträger bei der Eröffnungsfeier wurde die Bogenschützin Joanna Agius gewählt.

## Teilnehmer nach Sportarten

### Bogenschießen
| Athleten     | Wettbewerb | Qualifikation | Qualifikation | Achtelfinale  | Achtelfinale | Viertelfinale | Viertelfinale | Halbfinale | Halbfinale | Finale | Finale | Rang |
| Athleten     | Wettbewerb | Ringe         | Rang          | Ringe         | Rang         | Ringe         | Rang          | Ringe      | Rang       | Ringe  | Rang   | Rang |
| ------------ | ---------- | ------------- | ------------- | ------------- | ------------ | ------------- | ------------- | ---------- | ---------- | ------ | ------ | ---- |
| Damen        |            |               |               |               |              |               |               |            |            |        |        |      |
| Joanna Agius | Einzel     | 1121          | 58            | ausgeschieden |              |               |               |            |            |        |        |      |

### Judo
| Athleten         | Wettbewerb        | 1. Runde   | 1. Runde      | Achtelfinale  | Achtelfinale  | Viertelfinale | Viertelfinale | Hoffnungsrunde Halbfinale | Hoffnungsrunde Halbfinale | Halbfinale    | Halbfinale    | Hoffnungsrunde Finale | Hoffnungsrunde Finale | Finale        | Finale        | Rang |
| Athleten         | Wettbewerb        | Gegner     | Ergebnis      | Gegner        | Ergebnis      | Gegner        | Ergebnis      | Gegner                    | Ergebnis                  | Gegner        | Ergebnis      | Gegner                | Ergebnis              | Gegner        | Ergebnis      | Rang |
| ---------------- | ----------------- | ---------- | ------------- | ------------- | ------------- | ------------- | ------------- | ------------------------- | ------------------------- | ------------- | ------------- | --------------------- | --------------------- | ------------- | ------------- | ---- |
| Herren           |                   |            |               |               |               |               |               |                           |                           |               |               |                       |                       |               |               |      |
| Stephen Farrugia | Halbleichtgewicht | Niederlage | ausgeschieden | ausgeschieden | ausgeschieden | ausgeschieden | ausgeschieden | ausgeschieden             | ausgeschieden             | ausgeschieden | ausgeschieden | ausgeschieden         | ausgeschieden         | ausgeschieden | ausgeschieden | 20   |
| Jason Trevisan   | Leichtgewicht     | Niederlage | ausgeschieden | ausgeschieden | ausgeschieden | ausgeschieden | ausgeschieden | ausgeschieden             | ausgeschieden             | ausgeschieden | ausgeschieden | ausgeschieden         | ausgeschieden         | ausgeschieden | ausgeschieden | 32   |

### Ringen
| Freistil Herren     |               |              |      |             |                    |                |               |               |               |               |               |               |               |               |               |               |               |   |
| Paul Farrugia       | Federgewicht  | Akbar Fallah | 0:15 | Ludwig Küng | Schulterniederlage | ausgeschieden  | ausgeschieden | ausgeschieden | ausgeschieden | ausgeschieden | ausgeschieden | ausgeschieden | ausgeschieden | ausgeschieden | ausgeschieden | ausgeschieden | ausgeschieden | - |
| Jesmond Giordemaina | Bantamgewicht | Kim Jong Gyu | 0:12 | Lou Wie-Ki  | 11:3               | Aslan Seyhanlı | 0:13          | ausgeschieden | ausgeschieden | ausgeschieden | ausgeschieden | ausgeschieden | ausgeschieden | ausgeschieden | ausgeschieden | ausgeschieden | ausgeschieden | - |

### Segeln
| Herren                |            |       |    |
| Jean-Paul Fleri Soler | Windsurfen | 246,0 | 35 |

## Weblink
- Olympiamannschaft Maltas 1988 in der Datenbank von Sports-Reference (englisch; archiviert vom Original)